# Guido Bellini
General Guido Bellini militar italiano, comandante general de los carabinieri italianos. Tuvo una participación de comandancia de esta unidad militar en la guerra de Irak.

## Biografía
Bellini nació el 5 de mayo de 1939 en Monteroni di Lecce, Italia. Estudió en la Academia Militar de Módena y en la Escuela de aplicación de Turín. Como oficial se desempeñó en diversas unidades operativas de Ingenieros. 
Ascendido a general, mandó a la Brigada motorizada Friuli. 
Entre el '92 y el '94 fue jefe del primer departamento de la Junta de Jefes del Estado Mayor y Presidente de la Comisión Nacional del Deporte Militar. Posteriormente nombrado Inspector de Ingenieros y Jefe Adjunto del Estado Mayor del Ejército. 
Bellini del 20 de febrero de 1997, fue nombrado inspector de la logística del Ejército.
Posteriormente fue nombrado comandante general de los carabineri y su nombramiento fue ratificado por el Consejo de Ministros. 
Destinado en la guerra de Irak su unidad de carabinieri sufrió un ataque en la que al menos 22 personas murieron contra la base de carabineros italianos en Nasiriya, sur de Irak.